# Laodizenerbrief

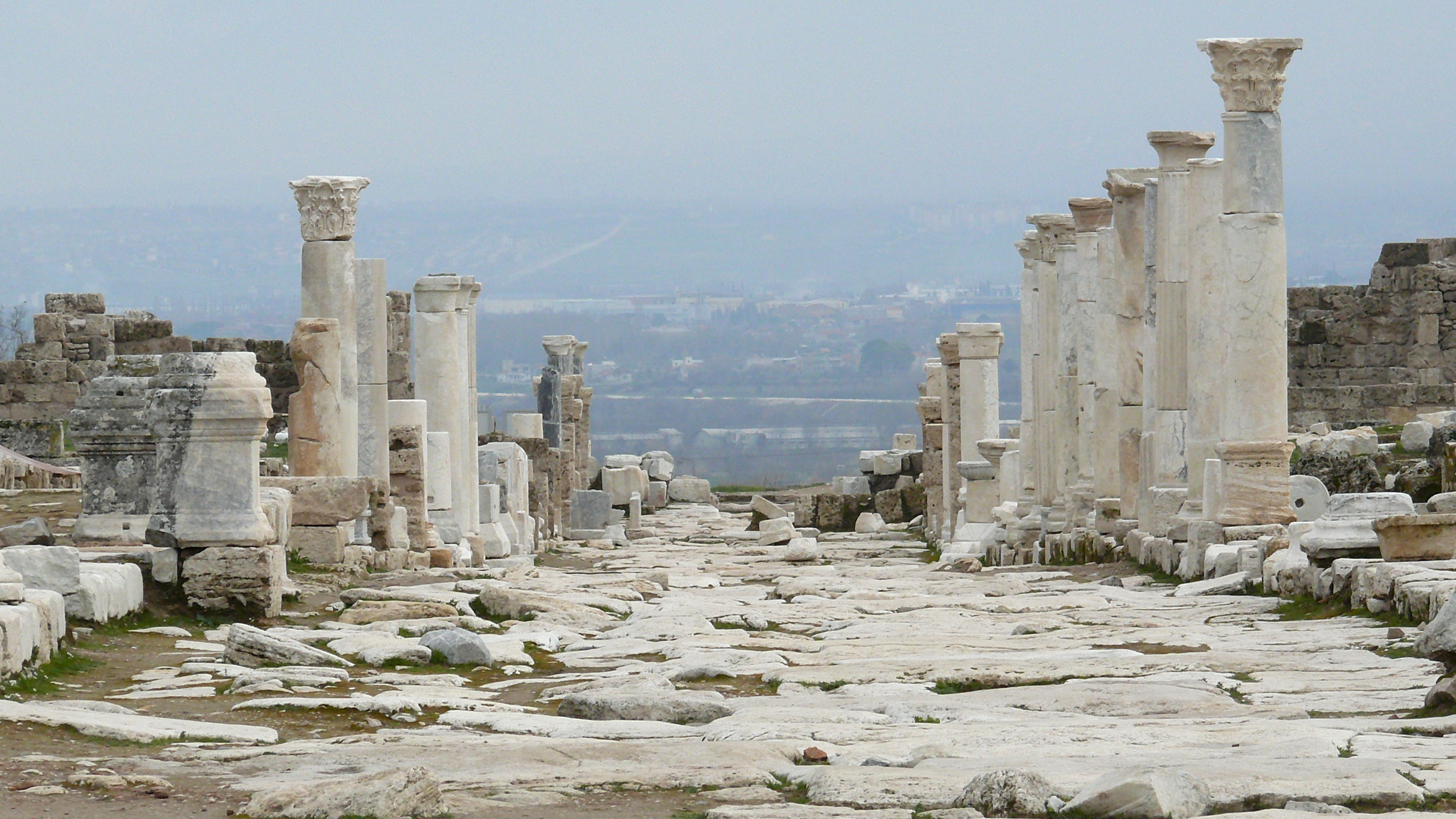
Laodikeia am Lykos: Reste einer der zentralen Straßen der antiken Stadt

Der Laodizenerbrief oder Laodizäerbrief ist ein im Neuen Testament erwähnter, jedoch nicht überlieferter Brief des Apostels Paulus an die christliche Gemeinde in Laodizea (Laodikeia am Lykos). In späteren Jahrhunderten tauchten verschiedene Schriften auf, die für sich beanspruchten, dieser Brief zu sein, oder die dafür gehalten wurden.
Ob Marcion im 2. Jahrhundert den ursprünglichen Brief noch kannte, lässt sich nicht mehr feststellen. Der in einigen Handschriften der Vulgata überlieferte „Laodizenerbrief“ geht jedenfalls nicht auf den Apostel zurück.

## Der paulinische Laodizenerbrief
Im Schlussabschnitt des Kolosserbriefes (Kol 4,16 ) ordnet der Verfasser an, dass die Gemeinde in Kolossai auch den Brief „aus Laodizea“ lesen solle. Uns ist kein (paulinischer) Laodizenerbrief überliefert. Hierfür sind verschiedene mögliche Ursachen diskutiert worden.
1. Es handelt sich um den Epheserbrief. Schon in der Antike wurde diese Ansicht vertreten, u. a. durch Hippolyt von Rom.
2. Es handelt sich um den Philemonbrief (Edgar J. Goodspeed).
3. Der Brief könnte verlorengegangen sein. Dies müsste sehr früh geschehen sein, da er nie in den biblischen Kanon aufgenommen wurde.
4. Der Brief stammte nicht von Paulus. Der griechische Wortlaut – die Kolosser sollen „auch den [Brief] aus Laodikeia“ (καὶ τὴν ἐκ Λαοδικείας kai ten ek Laodikeias) lesen – sagt nicht ausdrücklich, dass jener Brief von Paulus stamme, auch wenn dies aufgrund des Textzusammenhangs (Kol 4,13–16 EU) von den meisten Exegeten so gedeutet wird.[1]

## Der Laodizenerbrief bei Marcion
Der Kanon Muratori (7. Jahrhundert; auf eine griechische Quelle Ende des 2. Jahrhunderts zurückgehend) erwähnt, der Kanon des frühchristlichen Theologen Marcion habe einen Brief an die Laodizener enthalten, und greift diesen als unecht an. Der gefälschte Brief diene nur dazu, Marcions Häresie zu verbreiten. Marcion hatte einen eigenen biblischen Kanon entworfen, der das Alte Testament komplett ausklammerte und lediglich ein „gereinigtes“ Evangelium (das vermutlich eine gewisse Nähe zum Evangelium nach Lukas aufwies) und die Paulusbriefe umfasste. Der Inhalt dieses Briefes ist nicht bekannt. Manche Forscher, zum Beispiel Adolf von Harnack, halten es für möglich, dass die Schrift mit dem im nächsten Abschnitt beschriebenen Laodizenerbrief in der Vulgata identisch ist. Andere hingegen glauben, dass diese Schrift, sollte sie auf Marcion oder einen seinen Anhängern zurückgehen, stärker marcionitisches Gedankengut enthalten müsste.

## Der Laodizenerbrief in der Vulgata
Mitte des 6. Jahrhunderts taucht ein Laodizenerbrief in einigen Handschriften der Itala und vor allem der Vulgata innerhalb der paulinischen Schriften auf. Bereits im 4. Jahrhundert hatte Hieronymus festgestellt, der Brief werde von jedermann abgelehnt („Legunt quidam et ad Laodicenses, sed ab omnibus exploditur“). Dieser pseudepigraphe Brief verdankt wohl seine Entstehung der Notiz in Kol 4,16.
Inhaltlich bringt der kurze Brief nichts Neues gegenüber den bekannten Paulusbriefen. Er wirkt wie eine Zusammenstellung verschiedener, auf paulinische Briefe zurückgehender Nachrichten, so Gal 2,4 ; Phil 2,2.12f ; 4,6.8f : Dank für den Christenstand der Leser, Warnung vor Irrlehrern, Hinweis auf die Gefangenschaft des Paulus und Mahnungen zur Treue.
In allen 17 deutschen Übersetzungen des Neuen Testamentes vor der Lutherbibel war dieser Brief an die Laodizäer unter dem Namen des Paulus aufgenommen. Martin Luther beurteilte den Brief als apokryph und schied ihn aus seinem Kanon aus. Das Konzil von Trient, das in Beantwortung der reformatorischen Bibelkritik den für die römisch-katholische Kirche verbindlichen Kanon definierte, ließ den umstrittenen Brief nicht mehr zu, sodass er seither generell nicht mehr als kanonisches Buch wahrgenommen wird.

## Laodizenerbrief des Jakob Lorber
Der Neuoffenbarer Jakob Lorber (1800–1864) veröffentlichte 1844 die Schrift Der Laodizenerbrief des Apostels Paulus, die er als Offenbarung empfangen haben will.